# Apostolepis ammodites
Apostolepis ammodites este o specie de șerpi din genul Apostolepis, familia Colubridae, descrisă de Ferrarezzi, Erritto Barbo și España Albuquerque în anul 2005. Conform Catalogue of Life specia Apostolepis ammodites nu are subspecii cunoscute.